# Xenoplatyura galindoi
Xenoplatyura galindoi är en tvåvingeart som beskrevs av Lane 1961. Xenoplatyura galindoi ingår i släktet Xenoplatyura och familjen platthornsmyggor.
Artens utbredningsområde är Panama. Inga underarter finns listade i Catalogue of Life.